# Gunung Kayu Untut
Gunung Kayu Untut är ett berg i Indonesien.   Det ligger i provinsen Aceh, i den västra delen av landet, 1 600 km nordväst om huvudstaden Jakarta. Toppen på Gunung Kayu Untut är 1 967 meter över havet.
Terrängen runt Gunung Kayu Untut är kuperad åt sydost, men åt nordväst är den bergig.Runt Gunung Kayu Untut är det ganska glesbefolkat, med 29 invånare per kvadratkilometer. I omgivningarna runt Gunung Kayu Untut växer i huvudsak städsegrön lövskog.